# TV France International

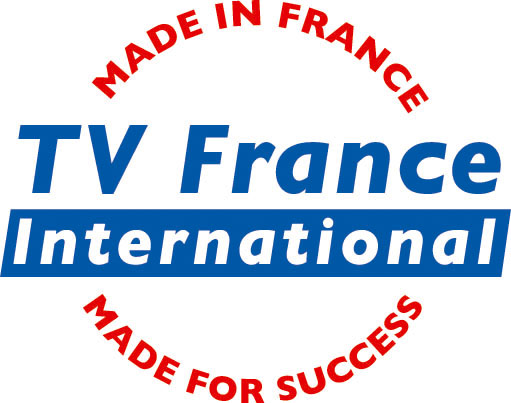
Logo TV France International

TV France International war ein Berufsverband, der bis Juni 2021 die Förderung französischer Fernsehprogramme im Ausland unterstützte. In diesem Verein haben sich bis 160 Produzenten, Vertriebspartner und die Tochtergesellschaften der Sender, die 90 % der französischen Exporte erzielen, zusammengeschlossen. TV France International wurde 1995 gegründet.

## Aufgaben und Ziele
Unterstützer: die staatliche Filmförderungsbehörde Centre national du cinéma et de l’image animée (CNC), das französischen Außenministerium, die als Gesellschaft bürgerlichen Rechts organisierte Vereinigung der Kino- und Fernsehproduzenten Procirep und Ubifrance, die französische Agentur für internationale Entwicklung französischer Unternehmen (2004–2014).
Ziel von TV France International war es, den Absatz der französischen Fernsehprogramme im Ausland zu fördern und internationale Co-Produktionen zu erleichtern.
TV France International ermöglichte eine Kontaktaufnahme nicht nur mit französischen Exporteuren, sondern auch mit Käufern aus der ganzen Welt – vorzugsweise bei nationalen und internationalen Messen, oder über die Webseite von TV France International.

## Aufsichtsratsvorsitzende
Jean-Louis Guillaud (1995–2009)
Xavier Gouyou Beauchamps (2009–2015)
Laetitia Recayte (2015)
Hervé Michel (2016–2021)

## Generalsekretäre
Alain Modot (1995–1997)
Mathieu Béjot (2000–2018)
Sarah Hemar (2018–2021)

## Veranstaltungen

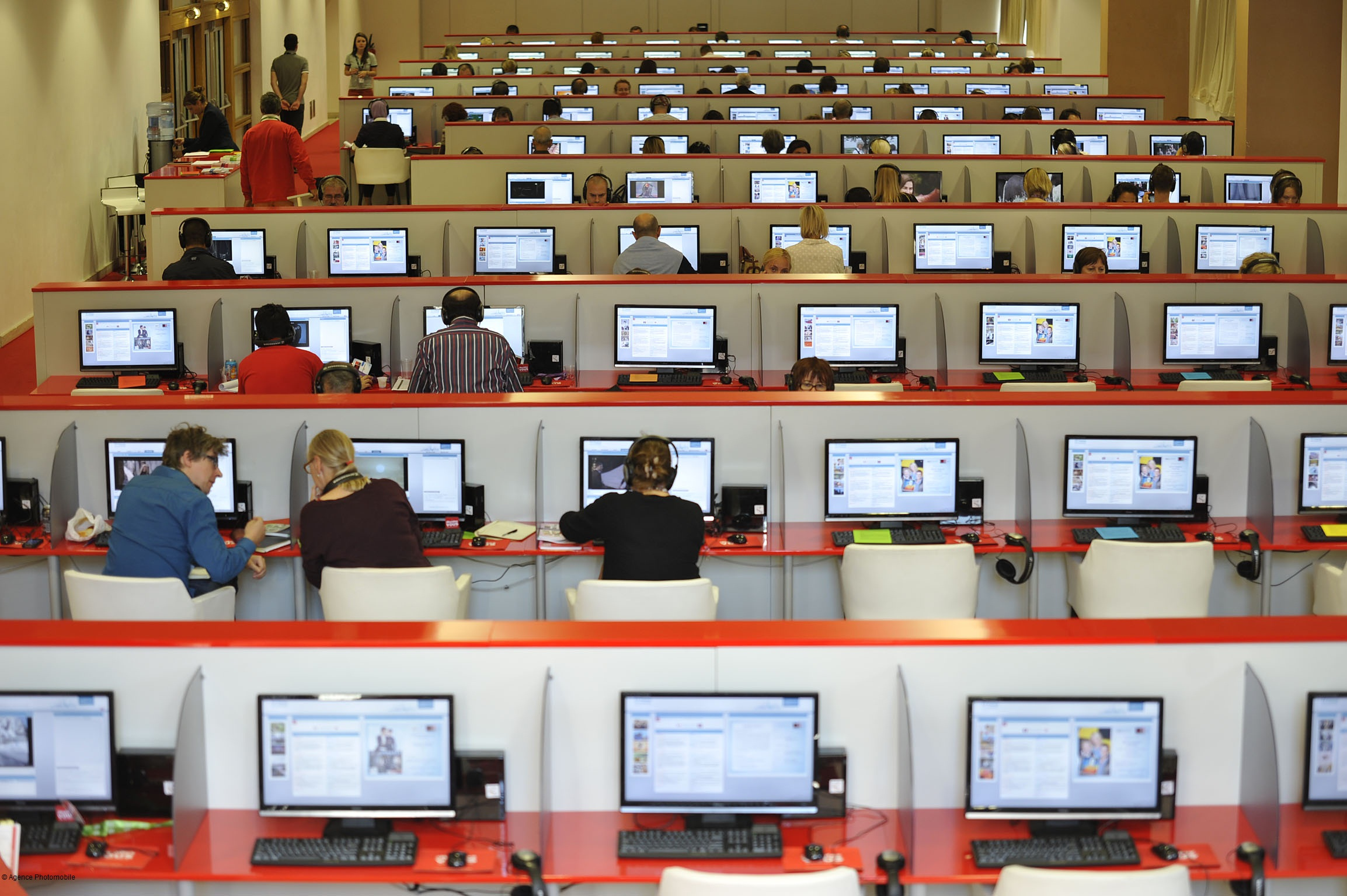
Le Rendez-Vous 2013

- Le Rendez-Vous (dt.: das Treffen) ist eine jährlich stattfindende Veranstaltung, die es Kunden aus etwa fünfzig Ländern ermöglicht, sich mehr als 1300 neue Fernsehproduktionen anzusehen und die französischen Vertriebspartner zu treffen[1] (19. Auflage in Biarritz vom 8. bis 12. September 2013)
- Messestände oder eine französische Vertretung auf den meisten Programmmessen.[2]
- Verkaufsfördernde Aktionen für bestimmte Anbieter oder Themenbereiche.
- Der Exportpreis belohnt jährlich die meistverkauften und erfolgreichsten Produktionen und betont den Einfluss auf die Wirtschaft und Kultur der französischen Exporte und die wichtige Rolle der französischen Unternehmen für den internationalen Vertrieb.  Der Preis wird jährlich im Dezember im Rahmen des von Procirep organisierten Fernsehproduzentenpreises verliehen.

## Dienstleistungen
- Mehr als 22.000 Fernseh- und Kinofilme, Animationen, Dokumentarfilme, Shows und Livedarbietungen sind ausführlich von den französischen Exporteuren auf der Vereinswebseite zusammengestellt. Die Seite ermöglicht eine eingehende Analyse der Programme nach präzisen Kriterien, und die Einrichtung eines persönlichen Infodienstes, der den Kunden auf relevante Neuerscheinungen aufmerksam macht. Über einen Video-on-Demand-Service stehen den potentiellen Käufern mehr als 6.000 Titel bereit, sie online anzusehen.
- Eine Forschungsdatenbank, die etwa 15.000 Kontakte aus 4.000 verschiedenen potenziellen Kunden (Sender und Unternehmen) bereitstellt
- Aktuelle Marktanalysen : Veranstaltungsberichte, Fallstudien, Standardverträge/Musterverträge, Einschaltquoten der ausgestrahlten französischen Programme